# 布拉克傑克科納 (阿肯色州)
布拉克傑克科納（英語：Blackjack Corner）是位於美國阿肯色州本頓縣的一個非建制地區。該地的面積和人口皆未知。

## 地理
布拉克傑克科納的座標為36°27′26″N 94°08′23″W / 36.45722°N 94.13972°W，而該地的平均海拔高度為米（即英尺）。